# Urosigalphus surinamensis
Urosigalphus surinamensis är en stekelart som beskrevs av Gibson 1982. Urosigalphus surinamensis ingår i släktet Urosigalphus och familjen bracksteklar. Inga underarter finns listade i Catalogue of Life.